# Gräsfransmal
Gräsfransmal, Cosmopterix orichalcea är en fjärilsart som beskrevs av Henry Tibbats Stainton 1861. Enligt Catalogue of Life är det vetenskapliga namnet istället Cosmopterix singularis beskriven med det namnet av Sergey Yu. Sinev 1979. Gräsfransmal ingår i släktet Cosmopterix, och familjen fransmalar, Cosmopterigidae. Arten är reproducerande i Sverige. Inga underarter finns listade i Catalogue of Life.

## Bildgalleri

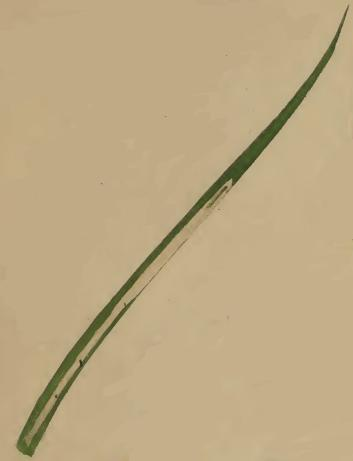
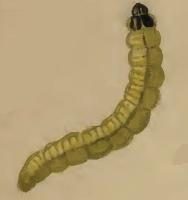